# Prinses Juliania (schip, 1931)
De Prinses Juliania is een schip van het Koninklijk Onderwijsfonds voor de Scheepvaart (KOFS), dat later verbouwd werd tot drijvend restaurant in Aalborg, met behoud van haar naam. 
Vanaf 1921 voer het OnderwijsFonds al met eigen instructieschepen die bij het onderwijs werden ingezet. Na het in de vaart komen van de Prins Hendrik bleek al spoedig dat er behoefte was voor nog een opleidingsschip. In 1930 werd besloten om een nieuw schip te laten bouwen. Het moest een schip worden dat geschikt was voor de zowel de binnenwateren als ook voor het IJsselmeer, Waddenzee en Zeeuwse stromen. 
In 1931 werd dat schip “Prinses Juliana” gedoopt door Prinses Juliana zelf en te water gelaten. Het nieuwe instructieschip, voorzien van een destijds modern kruiserhek, werd getuigd als 2-mast gaffelschoener en uitgerust met een uiterst modern Oertz-patentroer. Ook haar moeder gaf blijk later van belangstelling. Na een rijtoer door Amsterdam bezocht koningin Wilhelmina in de ochtend van 9 juni 1937 het opleidingsschip, dat op dat moment aan de steiger van Van Es & Van Ommeren aan de De Ruijterkade lag.
Later is het bij Scheepswerf "Gideon" weer verlengd. Op 31 december 1969 werd het uit de vaart genomen en op 10 maart 1970 verkocht aan het Koninklijk Nederlands Watersport Verbond . Het schip meert dan af in Medemblik. 
Nadat jaren later de 'Prinses Juliana' weer naar Aalborg was verkocht en daar werd omgebouwd tot restaurantschip functioneert het als zodanig sinds 1980. In 2007 werd het gerenoveerd, waarbij veel oorspronkelijke details behouden bleven.